# Уомоморто III (Кампобасо)
Уомоморто III је насеље у Италији у округу Кампобасо, региону Молизе.
Према процени из 2011. у насељу је живело 43 становника. Насеље се налази на надморској висини од 486 м.